# Wexner Center for the Arts

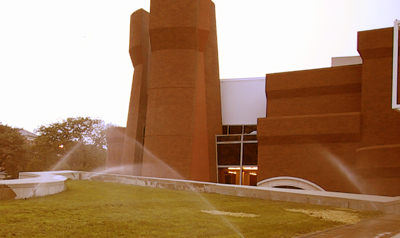
O lado sul do Wexner Center.

O Wexner Center for the Arts é uma galeria de arte contemporânea e "laboratório de pesquisas" para as artes na Universidade do Estado de Ohio em Columbus, Estados Unidos da América. Ele comissiona novos trabalhos e provê residências para artistas, além de apresentar exposições de arte, exibir filmes e vídeos, e outras amostras de artes visuais para o público. O Wexner Center foi inaugurado em novembro de 1989, e recebe esse nome em homenagem ao pai do fundador da companhia estado-unidense Limited Brands, Leslie Wexner, que foi o principal doador para a construção do centro.
O Wexner Center foi o primeiro grande edifício público projetado pelo arquiteto Peter Eisenman. Para refletir a história do local, o edifício incorporou estruturas de grandes torres de tijolos inspiradas no Arsenal, uma estrutura semelhante a um castelo que foi destruída por um incêndio em 1958, nesse mesmo local. O design também inclui uma grande grade de metal branca que lembra andaimes, com a função de dar à construção uma ideia de algo inacabado bem ao estilo dos arquitetos desconstrutivistas. Eisenman também observou a falta de planejamento no traçado das ruas do campus da Universidade do Estado de Ohio e da cidade de Columbus, e projetou o Wexner Center utilizando-se desse tipo de desorganização. O resultado foi um edifício de funcionalidade às vezes questionável, porém de admitido interesse arquitetônico.